# Ucrania en los Juegos Europeos de Minsk 2019
Ucrania participó en los Juegos Europeos de Minsk 2019. Responsable del equipo nacional fue el Comité Olímpico Nacional de Ucrania.
El portador de la bandera en la ceremonia de apertura fue el tirador Mykola Milchev.

## Medallistas
El equipo de Ucrania obtuvo las siguientes medallas:
| Nombre                                                                              | Deporte               | Competición                         |
| ----------------------------------------------------------------------------------- | --------------------- | ----------------------------------- |
| Oro                                                                                 |                       |                                     |
| Danylo Danylenko Tetiana Melnyk Olexi Pozdniakov Anna Ryzhykova                     | Atletismo             | Relevo 4 × 400 m Mixto              |
| Yevhen Hutsol Olha Liakhova Olexi Pozdniakov Yana Kachur                            | Atletismo             | Persecución por relevos Mixto       |
| Equipo                                                                              | Atletismo             | Equipo mixto                        |
| Olexandr Jyzhniak                                                                   | Boxeo                 | Medio (–75 kg) M                    |
| Viktor Vyjryst                                                                      | Boxeo                 | Superpesado (+91 kg) M              |
| Hanna Solovei                                                                       | Ciclismo en pista     | Puntuación F                        |
| Oleh Verniayev                                                                      | Gimnasia artística    | Paralelas M                         |
| Anastasiya Bachynska                                                                | Gimnasia artística    | Suelo F                             |
| Daria Bilodid                                                                       | Judo                  | –48 kg F                            |
| Heorhi Zantaraya                                                                    | Judo                  | –66 kg M                            |
| Stanislav Horuna                                                                    | Karate                | Kumite –75 kg M                     |
| Anita Serohina                                                                      | Karate                | Kumite –61 kg F                     |
| Zhan Beleniuk                                                                       | Lucha grecorromana    | 87 kg M                             |
| Yuliya Tkach                                                                        | Lucha libre           | 62 kg F                             |
| Mariya Povj Liudmyla Kuklinovska                                                    | Piragüismo            | K2 200 m F                          |
| Anastasiya Sapsai                                                                   | Sambo                 | +80 kg F                            |
| Plata                                                                               |                       |                                     |
| Hanna Plotitsyna                                                                    | Atletismo             | 100 m vallas F                      |
| Mykola Butsenko                                                                     | Boxeo                 | Gallo (–56 kg) M                    |
| Olena Starikova                                                                     | Ciclismo en pista     | 500 m contrarreloj F                |
| Oleh Verniayev                                                                      | Gimnasia artística    | Concurso individual M               |
| Oleh Verniayev                                                                      | Gimnasia artística    | Caballo con arcos M                 |
| Alina Byjno Tetiana Dovzhenko Diana Myzherytska Anastasiya Vozniak Valeriya Yuzviak | Gimnasia rítmica      | Conjuntos 3 con aro y 2 con mazas F |
| Anton Davydenko Mykola Prostorov                                                    | Gimnasia en trampolín | Sincronizado M                      |
| Maryna Kyiko Svitlana Malkova                                                       | Gimnasia en trampolín | Sincronizado F                      |
| Anzhelika Terliuha                                                                  | Karate                | Kumite –55 kg F                     |
| Yuliya Javaldzhy                                                                    | Lucha libre           | 53 kg F                             |
| Oxana Livach                                                                        | Lucha libre           | 50 kg F                             |
| Olexandr Syromiatnikov Oleh Kujaryk                                                 | Piragüismo            | K2 1000 m M                         |
| Yuri Vandiuk Andri Rybachok                                                         | Piragüismo            | C2 1000 m M                         |
| Anastasiya Novikova                                                                 | Sambo                 | –48 kg F                            |
| Olena Saiko                                                                         | Sambo                 | –64 kg F                            |
| Kateryna Moskalova                                                                  | Sambo                 | –68 kg F                            |
| Oleh Omelchuk                                                                       | Tiro                  | Pistola 10 m M                      |
| Bronce                                                                              |                       |                                     |
| Bohdan Bondarenko                                                                   | Atletismo             | Salto de altura M                   |
| Maryna Bej-Romanchuk                                                                | Atletismo             | Salto de longitud F                 |
| Yevheni Barabanov                                                                   | Boxeo                 | Wélter (–69 kg) M                   |
| Petro Pajniuk                                                                       | Gimnasia artística    | Suelo M                             |
| Ihor Radivilov                                                                      | Gimnasia artística    | Anillas M                           |
| Oleh Verniayev                                                                      | Gimnasia artística    | Salto de potro M                    |
| Diana Varinska                                                                      | Gimnasia artística    | Concurso individual M               |
| Diana Varinska                                                                      | Gimnasia artística    | Barra M                             |
| Vlada Nikolchenko                                                                   | Gimnasia rítmica      | Aro F                               |
| Vlada Nikolchenko                                                                   | Gimnasia rítmica      | Mazas F                             |
| Valeri Chobotar                                                                     | Karate                | Kumite –84 kg M                     |
| Halyna Melnyk                                                                       | Karate                | Kumite –68 kg F                     |
| Hor Ohannesian                                                                      | Lucha libre           | 65 kg M                             |
| Olexandr Jotsianivsky                                                               | Lucha libre           | 125 kg M                            |
| Ala Cherkasova                                                                      | Lucha libre           | 68 kg F                             |
| Nataliya Smal                                                                       | Sambo                 | –72 kg F                            |
| Halyna Kovalska                                                                     | Sambo                 | –80 kg F                            |
| Olena Kostevych Pavlo Korostylov                                                    | Tiro                  | Pistola 25 m equipo mixto           |